# Сноски (деревня)
Сноски — деревня в Вяземском районе Смоленской области России. Входит в состав Ермолинского сельского поселения. Население — 17 жителей (2007 год). 
Расположена в восточной части области в 24 км к северо-востоку от Вязьмы, в 2 км южнее автодороги М1 «Беларусь». В 8 км севернее деревни расположена железнодорожная станция Туманово на линии Москва — Минск.
| 2015 |
| ---- |
| 9    |

## История
В годы Великой Отечественной войны деревня была оккупирована гитлеровскими войсками в октябре 1941 года, освобождена в марте 1943 года.